# 스가하라시로키타 대교

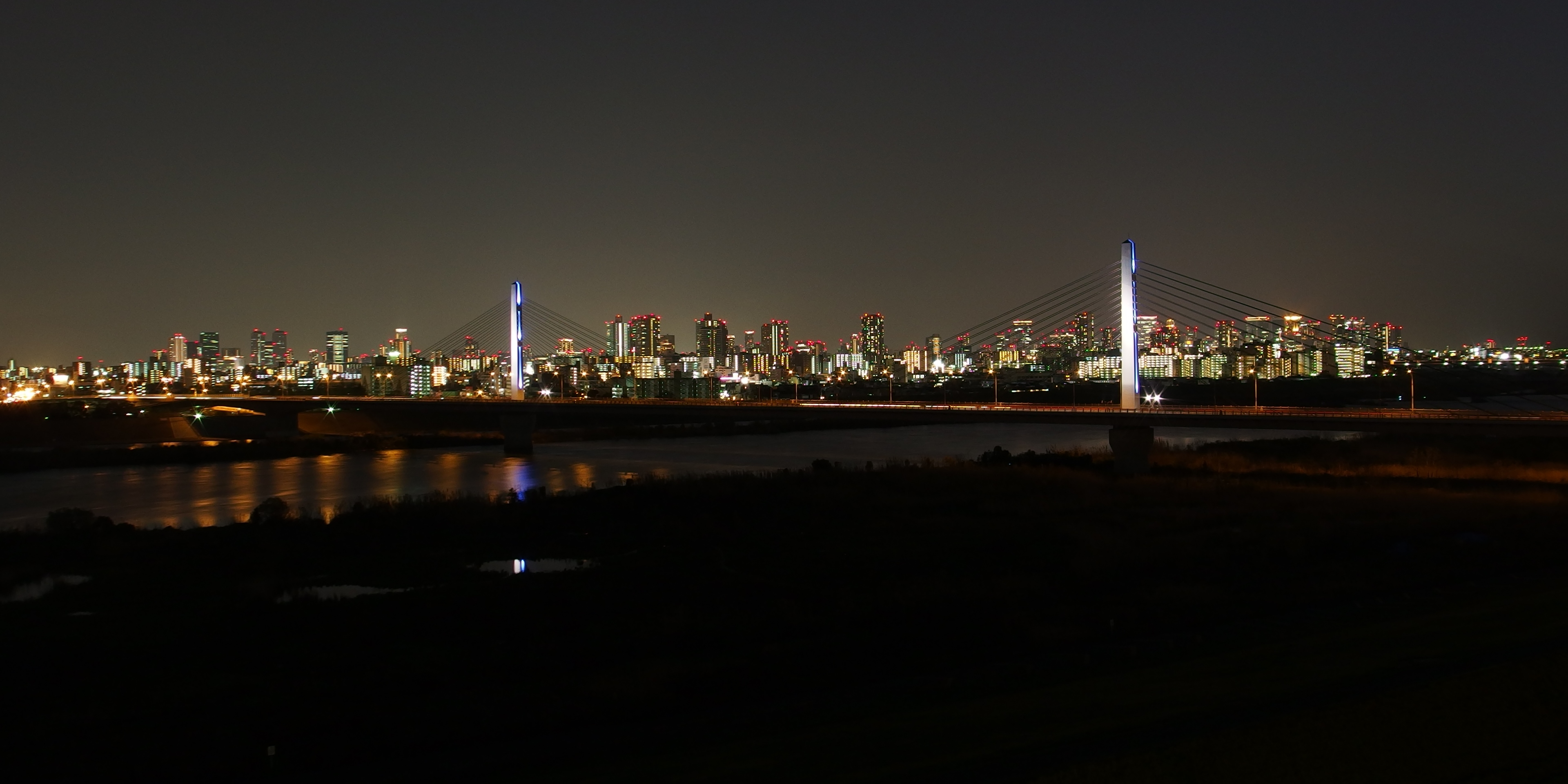

스가하라시로키타 대교(菅原城北大橋)는 오사카시 히가시요도가와구와 아사히구를 이으며 요도강에 걸쳐있는 다리이다. 오사카시가 요도강 신 교 유료도로로써 관리하고 있다. 1989년 6월에 개통되었다.

## 개요
오사카 시 북동부의 도요사토 대교와 나가라 교의 2개 다리가 만성적인 정체를 일으켜, 그 중간에 도시계획도로 도요사토 야다 선정비사업의 일환으로 교량을 설치하였다. 아사히 구측은 시로키 공원 내를 넘고 있기 때문에, 시로키 고엔도리(오사카 시도 나카쓰 다이시바시 선)에는 접속하고 있지 않고 시코키 다스지와 접속하고 있다. 보통차의 통행요금이 100엔으로 그 고장에서는 100엔 교라고도 불린다. 원동기부(원동기장치자전거, 125cc 이하)의 요금은 10엔으로 폭은 좁지만 원동기부 전용도로가 있다. 요금소는 다리의 기타즈메에 있다. 이 다리를 경유하는 오사카 시영버스의 노선은 없다.

## 형태
- 형식:3경간 연속 사장교
- 다리 길이:1,355.757m
- 지간 길이:82.00m
- 폭:25.50m
- 착공:1984년
- 완성:1989년
- 공사비용:234억엔

## 요금
- 원동기부 - 10엔, 폭은 좁지만 원동기부 전용도로가 있다.
- 보통 차 - 100엔
- 대형차(1) - 150엔
- 대형차(2) - 360엔

## 교통수단
- 오사카 시 교통국 버스 ‘시로키타 공원 앞’ 버스 정류장